# Lichen plan buccal

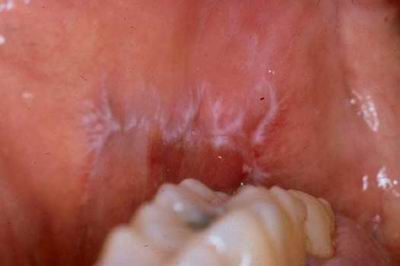
Exemple de lésions réticulaires blanches, typiques du lichen plan buccal (ici sur la muqueuse du fond de la joue, près des molaires).

Le lichen plan buccal est une affection inflammatoire chronique de la muqueuse buccale, non contagieuse, l'une des formes et variantes cliniques du lichen plan.
Ses symptômes, quand ils sont présents, sont d'abord la « présence de lésions réticulaires blanches, dans n’importe quel endroit de la muqueuse buccale », associés, selon la forme clinique de la maladie, à un inconfort, des démangeaisons et sensations de brûlure, voire à une douleur intense rendant l'action de manger ou de déglutir difficile.
Des corticostéroïdes (sous forme topique), superpuissants sont le traitement de première intention des poussées, mais une large gamme de traitements de deuxième/troisième intention existe, incluant des inhibiteurs topiques de la calcineurine, les corticostéroïdes systémiques, les rétinoïdes systémiques, les immunomodulateurs topiques/systémiques, etc.
Un suivi médical est nécessaire, car le lichen plan se transformera en cancer chez environ un patient sur cent.

## Causes
L'étiologie du lichen plan buccal n'est pas entièrement comprise, mais il est considéré comme une maladie auto-immune. L'inflammation de l'épithélium buccal est médiée, en réponse à un ou plusieurs antigènes inconnus, par certains types de globules blancs (principalement « les lymphocytes T cytotoxiques CD8+ et les lymphocytes T polarisés CD4+ Th1, bien que des preuves récentes indiquent l’implication d’autres sous-ensembles Th tels que Th9, Th17 et Tregs, suggérant qu’une relation plus complexe entre les cellules immunitaires existe au cours du processus pathologique »).
En 2022, on sait qu'une réponse immunitaire, chronique et anormale, à certains antigènes présentés par les cellules immunitaires innées et les kératinocytes buccaux, induit ici « une augmentation anormalement élevée des cytokines, des chimiokines et de molécules d'adhésion (...) qui recrutent des lymphocytes T et des mastocytes sur le site malade, et orchestrent une interaction complexe entre les cellules qui aboutit à la mort des cellules kératinocytaires, à la destruction de la membrane basale de la muqueuse et à la chronicité à long terme de la maladie ».
La carence en vitamine D a été associée au lichen plan oral, sans que l'on sache encore en 2024 s'il existe une relation de cause à effet.
Mieux comprendre ces causes pourrait, espère-t-on, permettre de découvrir de nouvelles cibles thérapeutiques.

## Prévalence géographique et par classe d'âge
Selon une revue d'études récente (2020), sa prévalence globale est de 1,01 %, avec d'importantes différences géographiques (qui pourrait faire évoquer un facteur environnemental et/ou génétique).
La maladie est généralement découverte et/ou confirmée par un spécialiste en médecine buccale/pathologie buccale, ou par un dentiste ou un dermatologue. Sa prévalence est la plus élevée en Europe (1,43 %) et la plus faible en Inde (0,49 %), où la kératose associée au tabagisme pourrait cependant masquer le lichen plan buccal et en atténuer sa prévalence apparente.
Sa prévalence signalée augmente nettement après 40 ans, puis progressivement avec l'âge, mais des cas existent aussi chez l'enfant.

## Non-contagiosité
Le lichen plan oral n'est pas contagieux.

## Symptômes
Des marqueurs du Lichen plan buccal sont recherchés (par exemple dans la salive), mais à ce jour, le diagnostic se base essentiellement sur les symptômes.
Un aspect caractéristique du lichen plan buccal est la structure en forme de réseau blanche qui est visible sur les muqueuses, mais on observe aussi des rougeurs, accompagnées de douleurs, de démangeaisons, de sensation de brûlure dans la bouche. Des formes érosives ou ulcératives, présentant des muqueuses ouvertes et endommagées, peuvent entraîner des douleurs ou des sensations de brûlure dans la bouche et rendre la déglutition pénible, et la consommation d'aliments difficiles et inconfortable, alors que d'autres formes de lichen plan buccal ne provoquent souvent aucune gêne.
Dans la cavité buccale, les zones les plus fréquemment touchées, en ordre décroissant de fréquence, sont les joues, la langue, les gencives, le palais, les lèvres et le plancher buccal. L'emplacement le plus courant est l'intérieur des joues, vers le bas et à l'arrière, avec souvent une atteinte symétrique.

## Statistiques
Le lichen plan sur la muqueuse buccale est nettement plus fréquent que sur la peau,. Environ deux pour cent de la population en Suisse souffre de cette maladie. Il touche plus fréquemment les personnes d'âge moyen, principalement entre 30 et 60 ans.
Les hommes et les femmes semblent globalement également touchés, mais certaines études suggèrent une légère prévalence chez les femmes, ce qui est courant concernant les  maladies auto-immunes.

## Traitement
Les seuls des traitements disponibles à ce jour ne traitent que les symptômes, qui diminuent généralement ou disparaissent avec des corticostéroïdes,.
Selon Villa et al. (2024), le lichen plan se manifeste sur des régions de la peau (les plis, la zone génitale, la langue et la bouche), qui sont plus affectées que la moyenne par une communauté spécifique et variée de bactéries, de champignons ou de virus. On s'est naturellement demandé si ce microbiote particulier pouvait être la cause du Lichen plan buccal. Ce ne semble pas être le cas ; ces organismes se développant là probablement de manière simplement opportuniste (en profitant des lésions de l’épithélium) plutôt qu'en tant qu'agent causal de la maladie.
La cavité buccale saine a son propre microbiote buccal, de même que la salive, ; en partie lié au microbiote intestinal. La dysbiose de ces microbiotes pourrait aggraver la maladie ; son traitement devrait donc être bien étudié, car de nombreux médicaments, dont les corticoïdes et les antibiotiques, peuvent aussi dégrader le microbiote et peut être alors aggraver la maladie.[Qui ?] invite[Quoi ?]... Le processus de guérison de la maladie devrait consister à traiter la dysbiose microbienne dont en restaurant un microbiote normal, tant sur la peau et les muqueuses que dans l'intestin.
Comme pour les autres formes de Lichen plan, la vitamine D pourrait être un oligoélément important dans ce cadre, une hypothèse encore à confirmer en 2024. La consommation de thé vert a été proposé comme moyen de soulager la bouche. L'application topique d'acide hyaluronique (à 0.2%) semble aussi avoir un effet bénéfique (par rapport à un placebo)
Dans la muqueuse buccale, la maladie a souvent un caractère chronique.

## Évolution et pronostic
La maladie évolue par poussées intermittentes, avec des signes cliniques polymorphes (réticulaire, érosif, atrophique, plaque, papuleux, bulleux, etc.).
C'est l'un des troubles buccaux potentiellement « malins » (pouvant - rarement - évoluer en tumeur maligne, c'est-à-dire en cancer) ; en cas de lichen plan buccal chronique, des nodules peuvent évoluer en cancer (carcinome épidermoïde). C'est rare (environ un cas sur 100), mais cela justifie un suivi médical régulier. Des biomarqueurs de cette évolution vers le cancer font l'objet d'études.